# まだ見ぬ君への愛の詩
『まだ見ぬ君への愛の詩』（まだみぬきみへのあいのうた）は1994年5月14日に発売されたTHE ALFEE39枚目のシングル。

## 概要
アサヒ飲料「三ツ矢サイダー」のCFソング。
カップリング曲「愛こそ力 〜Power for Love〜」はフジテレビ系『タイムアングル』テーマソング。坂崎がリード・ヴォーカル。
「恋人の歌がきこえる」以来6作振りに、高見沢がリード・ヴォーカル。
本作を以て15年間在籍したポニーキャニオン内レーベル「F-LABEL」からの発売が終了。
次作品より彼らのプライベート・レーベル「Zeit（ツァイト）」からの発売が開始される。

## 収録曲
1. まだ見ぬ君への愛の詩
作詞・作曲：高見沢俊彦、編曲：THE ALFEE
2. 愛こそ力 〜Power for Love〜
作詞・作曲：高見沢俊彦、編曲：武部聡志 with THE ALFEE
3. まだ見ぬ君への愛の詩 (オリジナル・カラオケ)

## 収録作品
- THE ALFEE 單曲全集二（#1）
- 夢幻の果てに（#1）
- THE ALFEE SINGLE HISTORY VOL.IV 1991-1994（#1,2）
- THE ALFEE CLASSICS II（#1、交響曲第5番ホ短調作品64～まだ見ぬ君への愛の詩,2、歌劇「イン・トロヴァトーレ」第2幕よりジプシーの合唱「朝の光がさしてきて」～愛こそ力 ～Power of Love～）
- THE ALFEE 單曲特集（#1）
- THE ALFEE 30th ANNIVERSARY HIT SINGLE COLLECTION 37（#1）

## 品番
- CD:PCDA-00568 971円（税抜価格）

## 関連作品
- THE ALFEE HISTORY III 1992-1997（VHS・LD 1997年10月17日） - 「まだ見ぬ君への愛の詩」のプロモーションビデオを収録。後にDVD版が再発売された。